# Daou Demba Khourédia Kouly Fall
Daou Demba  (Dawu Demba en wolof) est le sixième damel du Cayor, c'est-à-dire le souverain d'un royaume historique situé à l'ouest du Sénégal actuel. 
L'un des fils de Massamba Tako, il succède à son frère Biram Mbanga et règne pendant sept ans, entre 1640 et 1647.
Madior Ier lui succède.